# The Man Who Forgot (pel·lícula de 1917)
The Man Who Forgot és una pel·lícula muda de la World Film Company dirigida per Émile Chautard i protagonitzada per Doris Kenyon i Robert Warwick. Basada en la novel·la homònima de James Hay, la pel·lícula es va estrenar el 15 de gener de 1917.

## Argument
Un home addicte a l'opi que viu a la Xina, fastiguejat de la vida que duu, decideix retornar als Estats Units només per convertir-se en un alcohòlic. En adonar-se el mal que li fa l'alcohol, l'home deixa de beure i dedica la seva vida a lluitar contra l'alcohol. Incapaç de recordar el seu passat per culpa de l'alcohol, l'home assumeix el nom de "John Smith" i comença a lluitar contra els interessos del negoci del licor dirigits pel senador Mallon. Edith, la filla de Mallon, simpatitza amb la causa de Smith i ells dos s'enamoren. Mallon, decidit a enfonsar Smith, localitza una addicta a l'opi a la Xina, que jura ser l'esposa de Smith. Smith, incapaç de recordar el seu passat, no pot negar els càrrecs i la seva campanya a favor de que el Congrés voti sobre prohibir l'alcohol sembla abocada al desastre. Aleshores, els votants de tot el país es mobilitzen pels carrers a favor del projecte de llei. Quan el projecte de llei és aprovat pel Congrés la dona confessa que no és la seva dona. La seva confessió restaura la memòria de Smith i, així, alliberat del passat, abraça Edith.

## Repartiment
- Robert Warwick (John Smith)
- Doris Kenyon (Edith Mallon)
- Gerda Holmes (Mary Leslie)
- Alex Shannon (Al Simpson)
- Ralph Delmore (senador Mallon)
- John Reinhardt (Charles Waller)
- Frederick Truesdell (congressista Mannersley)